# Frivilligcentral
En frivilligcentral är ett informationskontor för frivilliga uppgifter, en kontaktpunkt för människor som önskar göra frivilliga insatser (till enskilda eller till organisationer) och de som har behov av att få hjälp av frivilliga. Den första frivilligcentralen HandsOn Twin cities bildades i Minneapolis i Minnesota år 1919.
Frivilligcentralen har till uppgift att synliggöra det frivilliga arbetet i närområdet och visa hur frivilliga insatser kan fungera som ett komplement till den offentliga och privata sektorn.
Frivilligcentraler i Sverige har ett riksförbund som heter Sveriges Frivilligcentraler.